# Оседле-Локетка
Осе́дле-Локе́тка (пол. Osiedle Łokietka) — село в Польше в сельской гмине Зелёнки Краковского повета Малопольского воеводства.
Село было образовано в начале XX века. В 1975—1998 годах село входило в состав Краковского воеводства.
По состоянию на 2010 год в селе проживало 657 человек.